# Microcebus myoxinus
Microcebus myoxinus är en primat i släktet musmakier som beskrevs av Peters 1852.

## Utseende
Kroppslängden (huvud och bål) är 12 till 13 cm och därtill kommer en något längre svans. Individerna väger 30 till 55 g. Hanar och honor är ungefär lika stora men hanar har längre öron. Pälsen har på ovansidan en rödbrun färg och undersidan är ljusare till krämfärgad. Den korta nosen är spetsig. Artens extremiteter är korta i jämförelse till bålen och händer samt fötter påminner i formen om människans händer.

## Utbredning och habitat
Denna primat förekommer på västra  Madagaskar i en bredare region vid kusten. Arten lever i låglandet och i låga bergstrakter upp till 900 meter över havet. Habitatet utgörs främst av mera torra lövfällande skogar men arten hittades även i mangrove och i savanner som gränsar till skogar.

## Ekologi
Microcebus myoxinus är aktiv på natten och den klättrar främst i växtligheten. På dagen vilar den i trädens håligheter eller i bon som skapades av lemurer. Individerna lever utanför parningstiden ensam. Bara i enstaka fall syns två hanar tillsammans och därför antas att inga avgränsade revir förekommer. Hanar vandrar allmänt längre sträckor än honor. Arten äter huvudsakligen frukter samt i mindre mått blommor, naturgummi och insekter. Träden som växer i utbredningsområdet har ofta giftiga blad och därför undviker primaten blad som födokälla.
Arten har två parningstider november/december och maj/juni men sällan föds ungar vid båda tillfällen. Dräktigheten varar 50 till 62 dagar och sedan föds en eller två ungar. Ungarna diar sin mor cirka två månader. Andra musmakier lämnar sina ungar i ett gömställe när de letar efter föda men detta beteende har hittills inte dokumenterats för Microcebus myoxinus. Denna primat kan leva 6 till 8 år i naturen. Artens naturliga fiender utgörs av ugglor och av rovlevande däggdjur som kan klättra i träd.

## Status
Microcebus myoxinus hotas av habitatförstöring, bland annat genom svedjebruk. IUCN befarar att beståndet minskar med 30 procent under de kommande 15 åren (räknad från 2008) och listar arten som sårbar (VU).